# Jochen Horst
Jochen Horst (* 7. September 1961 in Osnabrück) ist ein deutscher Schauspieler. Er wurde 1987 mit der Fernsehserie Das Erbe der Guldenburgs bekannt; ab 1995 spielte er die Hauptrolle in Balko. Später folgten Rollen beispielsweise in Sekretärinnen – Überleben von 9 bis 5 oder Rote Rosen.

## Karriere
Horst absolvierte von 1982 bis 1986 in Graz die staatliche Hochschule für Musik und Darstellende Kunst mit Auszeichnung im Studienbereich Schauspiel und wechselte anschließend nach London, um am Lee-Strasberg-Institut unter Anna Strasberg zwei weitere Jahre sein Studium des Method Acting zu vertiefen.
Horst wurde 1986 zusammen mit Anne Bennent mit dem O.E. Hasse-Preis als Bester Newcomer des Jahres ausgezeichnet und einem breiten Publikum in der Rolle des Sascha, Graf von Guldenburg, in der Fernsehserie Das Erbe der Guldenburgs bekannt, den er von 1987 bis 1990 in 23 Folgen verkörperte. Daran schlossen sich Rollen in Fernsehserien sowie Fernsehfilmen an, so auch die des Kriminalhauptkommissars Balko, die er von 1995 bis 1998 in 48 Folgen spielte. 1996 wurde Horst für diese Rolle ebenso wie seine Kollegen Dieter Pfaff und Ludger Pistor mit dem Grimme-Preis ausgezeichnet. Als Victor – Der Schutzengel war Horst 2000/2001 in elf Folgen als Engel Victor Petri unterwegs, der nach seinem Tod zurückkehrt, um einen Versicherungsbetrug aufzudecken und seinen Sohn vor einem hinterhältigen Attentäter zu schützen.
In der Anwaltsserie Typisch Sophie spielte er 2004/2005 neben Sophie Schütt und Bernhard Schir in 18 Folgen eine der Hauptrollen. Von 2008 bis 2011 verkörperte Horst den Reiterhofbesitzer Stefan Hagen in der Fernsehserie Die Stein, einer Potsdamer Lehrerin, die von Julia Stemberger gespielt wurde. Von 1992 bis 2017 war er fünfmal in verschiedenen Rollen und zu unterschiedlichen Zielen mit dem Traumschiff unterwegs. Von 2013 bis 2020 spielte Horst in der Sitcom Sekretärinnen – Überleben von 9 bis 5 in 18 Folgen den cholerischen Chef Wolf Berger. In der Telenovela Rote Rosen war er 2015/2016 als Teilchenphysiker Dr. Arthur Burgstett in 126 Episoden besetzt.
Horst wirkte auch in internationalen Produktionen wie 1990 in dem Thriller Die Entführung der Achille Lauro mit, der die Entführung des italienischen Luxusliners durch vier Palästinenser thematisiert, in dem Burt Lancaster und Eva Marie Saint die Besetzungsliste anführen und 1993 in dem Filmdrama Der Zementgarten mit Charlotte Gainsbourg und Andrew Robertson. Horst spielt Derek, den Freund der von Charlotte Gainsbourg verkörperten Julie. In der Geschichte leben vier Geschwister, nachdem ihre schwerkranke Mutter gestorben ist, mit deren Leiche im Keller allein auf sich gestellt in einem abgelegenen Haus. Horst tritt zudem auch immer wieder im Theater auf.

## Privatleben
Horst heiratete 1995 seine Schauspielkollegin Anouschka Renzi. Mit ihr hat er eine Tochter. Die Ehe wurde im Jahr 2000 geschieden. Im November 2002 heiratete er das Model Tina Ciamperla. Mit ihr bekam er einen Sohn. Er lebte mit seiner Familie auf Mallorca, bevor er nach Deutschland zurückkehrte.
Bei der Bundestagswahl 2025 kandidiert Horst für die Partei Bündnis Deutschland.

## Filmografie (Auswahl)
- 1985–1994: Derrick (Krimiserie, 6 Folgen)
  - 1985: Der Mann aus Antibes
  - 1986: An einem Montagmorgen
  - 1988: Die Mordsache Druse
  - 1989: Blaue Rose
  - 1990: Der Augenblick der Wahrheit
  - 1994: Das Thema
- 1986: Der Alte – Terzett in Gold
- 1987: Wer erschoss Boro? (Fernseh-Dreiteiler)
- 1987–1990: Das Erbe der Guldenburgs (Fernsehserie, 23 Folgen)
- 1988: Gefangen im Paradies (Fernseh-Miniserie, 4 Folgen)
- 1990: Die Entführung der Achille Lauro (Fernsehfilm)
- 1990: Wüstenfieber (Fernsehserie, 8 Folgen)
- 1991: Die Männer vom K3 – Der Vollmondmörder (Krimiserie)
- 1991: Rothenbaumchaussee (Fernsehfilm)
- 1991: Insel der Träume – Der Routinefall (Fernsehserie)
- 1993: Krücke
- 1993: Der Zementgarten
- 1992–2017: Das Traumschiff (Fernsehserie)
  - 1992: Das Traumschiff: Norwegen
  - 2009: Das Traumschiff: Peru und Miami
  - 2011: Das Traumschiff: Kambodscha
  - 2015: Das Traumschiff: Kanada
  - 2017: Das Traumschiff: Uruguay
- 1993: Swing Kids
- 1993: Glückliche Reise – Jamaica (Fernsehreihe)
- 1993: Snowy (Fernseh-Miniserie, 13 Folgen)
- 1993: Der Fahnder – Auf eigene Rechnung (Krimiserie)
- 1994: Mutter, ich will nicht sterben! (Fernsehfilm)
- 1995–1998: Balko (48 Folgen)
- 1996: Die Stimme des Mörders (Fernsehfilm)
- 1997: Unser kleiner Engel (Fernsehfilm)
- 1998: Feuerläufer – Der Fluch des Vulkans (Fernsehfilm)
- 1998: Der Handymörder (Fernsehfilm)
- 1999: Die Blendung – Verrat aus Liebe (Fernsehfilm)
- 1999: Küstenwache (Fernsehserie)
- 2000–2001: Victor – Der Schutzengel (Pilotfilm und 10 tlg. Fantasy-Serie)
- 2001: Tatort – Der lange Arm des Zufalls
- 2002: Im Visier der Zielfahnder (Fernsehserie, 3 Folgen)
- 2002: Bella Block: Kurschatten (Krimiserie)
- 2002: Die Westentaschenvenus (Fernsehfilm)
- 2002: Utta Danella – Der Sommer des glücklichen Narren (Fernsehreihe, Film 6)
- 2003: Luther
- 2004: Beauty Queen (Fernsehserie, 4 Folgen)
- 2004–2005: Typisch Sophie (Fernsehserie, 18 Folgen)
- 2004: Schöne Männer hat man nie für sich allein (Fernsehfilm)
- 2005: Nero – Die dunkle Seite der Macht
- 2007: Im Tal der wilden Rosen – Triumph der Liebe (Fernsehreihe, Film 5)
- 2007: Inga Lindström: Sommertage am Lilja-See (Fernsehreihe, Film 17)
- 2008–2011: Die Stein (Fernsehserie, 26 Folgen)
- 2009: Rosamunde Pilcher – Herzenssehnsucht (Film 81)
- 2010: Rosamunde Pilcher – Liebe am Horizont (Film 89)
- 2010: Ein Sommer auf Sylt (Fernsehfilm)
- 2010: Polizeiruf 110 – Fremde im Spiegel (Krimireihe)
- 2011: Countdown – Die Jagd beginnt – Der Bruch
- 2011: Das Traumhotel – Tobago (Fernsehserie)
- 2012: Der Bergdoktor (Arztserie, 3 Folgen)
- 2013, 2020: Sekretärinnen – Überleben von 9 bis 5 (Fernsehserie, 18 Folgen)
- 2013: Alarm für Cobra 11 – Einsame Entscheidung (Actionserie)
- 2013: Herzensbrecher – Vater von vier Söhnen – Gott ist tot (Fernsehserie, Folge 9)
- 2013: Das Ende der Lüge
- 2014: Der Staatsanwalt – Hackordnung
- 2015: Heldt – Traumpaar (Krimiserie)
- 2015: Besser spät als nie (Fernsehfilm)
- 2015–2016: Rote Rosen (Fernsehserie, 126 Folgen)
- 2017: In aller Freundschaft – Die jungen Ärzte – Carpe Diem (Krankenhausserie)
- 2018: SOKO Kitzbühel – Dunkle Wasser und 2002: Wilderer
- 2018: Inga Lindström – Lilith und die Sache mit den Männern (Film 74)
- 2019: Matula – Tod auf Mallorca (Krimiserie)
- 2020: Die Kanzlei: Schräglage (Anwaltsserie)
- 2020: Tatort: Die Ferien des Monsieur Murot
- 2021: Jaguar (Fernsehserie, 3 Folgen)
- 2021: Kreuzfahrt ins Glück: Hochzeitsreise in die Toskana (Fernsehreihe)
- seit 2022: Balko Teneriffa
  - 2022: Doppelt hält besser
  - 2023: Mord im Paradies
- 2023: Inga Lindström – Hanna und das gute Leben (Film 98)
- 2023: Hotel Mondial (Fernsehserie, 4 Folgen)
- 2024: Bettys Diagnose – Herzenssache (Fernsehserie)
- 2024: Promi Big Brother/Staffel 12 – als Teilnehmer (Reality-TV-Show)
- 2025: Das Sommerhaus der Stars – Kampf der Promipaare – als Teilnehmer (Reality-TV-Show)

## Theaterengagements (Auswahl)
- 2008: Steppenwolf in Hamburg[7]
- 2017: Und Gott sprach: Wir müssen reden! in der Berliner Komödie am Kurfürstendamm[5]
- 2018: Winnetou und das Geheimnis der Felsenburg bei den Karl-May-Spiele Bad Segeberg

## Auszeichnungen
- 1986: O.E. Hasse-Preis
- 1996: Adolf-Grimme-Preis für Balko (zusammen mit Dieter Pfaff und Ludger Pistor)